# Лавразіотерії
Лавразіоте́рії (Laurasiatheria) — надряд плацентарних ссавців заснований на молекулярно-генетичних дослідженнях і такий, що містить найбільшу кількість видів. Назва таксона ґрунтується на спільному походженні ссавців, що відносяться до нього, з колишнього північного суперконтиненту Лавразія. Сестринською групою лавразіотерій ймовірно є Euarchontoglires (Boreoeutheria), до яких належить і людина, і Xenarthra (Exafroplacentalia). Останній спільний предок обох груп жив від 90 до 95 мільйонів років тому в північній півкулі. Розкол обох надрядів документований за допомогою знахідок викопних решток таксонів Zalambdalestidae близьким до гризунів, і Zhelestidae крихітним предкам сучасних парнокопитих.

Розкол Лавразії і Гондвани близько 200 млн. років назад.

У порівнянні з іншими надрядами існують численні випадки конвергентної еволюції, наприклад, пристосування до життя у воді у сирен, що належать до афротеріїв, і китоподібних та ластоногих, котрі є лавразіотеріями. Іншим прикладом є спеціалізація на комах у трубкозуба (з афротерій), панголінів (із лавразіотерій) і мурахоїдів (з неповнозубих).
Єдиною групою ссавців, що опанувала повітряну стихію, є ті, що належать до лавразіотеріїв — Рукокрилі. Синій кит, що також належить до лавразіотеріїв, є не лише найбільшим ссавцем, але й найбільшою відомою твариною, що будь-коли жила на землі.

## Систематика
Лавразіотерії діляться на такі ряди:
Сучасні ряди:
- Комахоїдні (Eulipotyphla)
- Конеподібні (Perissodactyla)
- Парнокопиті (Artiodactyla)
- Хижі (Carnivora)
- Рукокрилі (Chiroptera)
- Панґоліни (Pholidota)

Викопні ряди:
- Меридіунгуляти (Meridiungulata)
- Конділяртри (Condylarthra)
- Диноцерати (Dinocerata)
- Мезонихії (Mesonychia)
- Креодонти (Creodonta)

### Філогенія
|  | Pholidota (панголіни)                              |
|  |                                                    |
|  | Carnivora (коти, гієни, пси, ведмеді, тюлені, ін.) |
|  |                                                    |

|  | Perissodactyla (коні, тапіри, носороги)                    |
|  |                                                            |
|  | Artiodactyla (верблюди, свині, жуйні, бегемоти, кити, ін.) |
|  |                                                            |

|  | Pholidota (панголіни)                              |
|  |                                                    |
|  | Carnivora (коти, гієни, пси, ведмеді, тюлені, ін.) |
|  |                                                    |

|  | Perissodactyla (коні, тапіри, носороги)                    |
|  |                                                            |
|  | Artiodactyla (верблюди, свині, жуйні, бегемоти, кити, ін.) |
|  |                                                            |

|  | Pholidota (панголіни)                              |
|  |                                                    |
|  | Carnivora (коти, гієни, пси, ведмеді, тюлені, ін.) |
|  |                                                    |

|  | Perissodactyla (коні, тапіри, носороги)                    |
|  |                                                            |
|  | Artiodactyla (верблюди, свині, жуйні, бегемоти, кити, ін.) |
|  |                                                            |

|  | Pholidota (панголіни)                              |
|  |                                                    |
|  | Carnivora (коти, гієни, пси, ведмеді, тюлені, ін.) |
|  |                                                    |

|  | Perissodactyla (коні, тапіри, носороги)                    |
|  |                                                            |
|  | Artiodactyla (верблюди, свині, жуйні, бегемоти, кити, ін.) |
|  |                                                            |

|  | Pholidota (панголіни)                              |
|  |                                                    |
|  | Carnivora (коти, гієни, пси, ведмеді, тюлені, ін.) |
|  |                                                    |

|  | Perissodactyla (коні, тапіри, носороги)                    |
|  |                                                            |
|  | Artiodactyla (верблюди, свині, жуйні, бегемоти, кити, ін.) |
|  |                                                            |

|  | Pholidota (панголіни)                              |
|  |                                                    |
|  | Carnivora (коти, гієни, пси, ведмеді, тюлені, ін.) |
|  |                                                    |

|  | Perissodactyla (коні, тапіри, носороги)                    |
|  |                                                            |
|  | Artiodactyla (верблюди, свині, жуйні, бегемоти, кити, ін.) |
|  |                                                            |

|  | Pholidota (панголіни)                              |
|  |                                                    |
|  | Carnivora (коти, гієни, пси, ведмеді, тюлені, ін.) |
|  |                                                    |

|  | Perissodactyla (коні, тапіри, носороги)                    |
|  |                                                            |
|  | Artiodactyla (верблюди, свині, жуйні, бегемоти, кити, ін.) |
|  |                                                            |

|  | Pholidota (панголіни)                              |
|  |                                                    |
|  | Carnivora (коти, гієни, пси, ведмеді, тюлені, ін.) |
|  |                                                    |

|  | Perissodactyla (коні, тапіри, носороги)                    |
|  |                                                            |
|  | Artiodactyla (верблюди, свині, жуйні, бегемоти, кити, ін.) |
|  |                                                            |

|  | Pholidota (панголіни)                              |
|  |                                                    |
|  | Carnivora (коти, гієни, пси, ведмеді, тюлені, ін.) |
|  |                                                    |

|  | Perissodactyla (коні, тапіри, носороги)                    |
|  |                                                            |
|  | Artiodactyla (верблюди, свині, жуйні, бегемоти, кити, ін.) |
|  |                                                            |

|  | Pholidota (панголіни)                              |
|  |                                                    |
|  | Carnivora (коти, гієни, пси, ведмеді, тюлені, ін.) |
|  |                                                    |

|  | Perissodactyla (коні, тапіри, носороги)                    |
|  |                                                            |
|  | Artiodactyla (верблюди, свині, жуйні, бегемоти, кити, ін.) |
|  |                                                            |

|  | Pholidota (панголіни)                              |
|  |                                                    |
|  | Carnivora (коти, гієни, пси, ведмеді, тюлені, ін.) |
|  |                                                    |

|  | Perissodactyla (коні, тапіри, носороги)                    |
|  |                                                            |
|  | Artiodactyla (верблюди, свині, жуйні, бегемоти, кити, ін.) |
|  |                                                            |

|  | Pholidota (панголіни)                              |
|  |                                                    |
|  | Carnivora (коти, гієни, пси, ведмеді, тюлені, ін.) |
|  |                                                    |

|  | Perissodactyla (коні, тапіри, носороги)                    |
|  |                                                            |
|  | Artiodactyla (верблюди, свині, жуйні, бегемоти, кити, ін.) |
|  |                                                            |

|  | Pholidota (панголіни)                              |
|  |                                                    |
|  | Carnivora (коти, гієни, пси, ведмеді, тюлені, ін.) |
|  |                                                    |

|  | Perissodactyla (коні, тапіри, носороги)                    |
|  |                                                            |
|  | Artiodactyla (верблюди, свині, жуйні, бегемоти, кити, ін.) |
|  |                                                            |

|  | Pholidota (панголіни)                              |
|  |                                                    |
|  | Carnivora (коти, гієни, пси, ведмеді, тюлені, ін.) |
|  |                                                    |

|  | Perissodactyla (коні, тапіри, носороги)                    |
|  |                                                            |
|  | Artiodactyla (верблюди, свині, жуйні, бегемоти, кити, ін.) |
|  |                                                            |

|  | Pholidota (панголіни)                              |
|  |                                                    |
|  | Carnivora (коти, гієни, пси, ведмеді, тюлені, ін.) |
|  |                                                    |

|  | Perissodactyla (коні, тапіри, носороги)                    |
|  |                                                            |
|  | Artiodactyla (верблюди, свині, жуйні, бегемоти, кити, ін.) |
|  |                                                            |

|  | Pholidota (панголіни)                              |
|  |                                                    |
|  | Carnivora (коти, гієни, пси, ведмеді, тюлені, ін.) |
|  |                                                    |

|  | Perissodactyla (коні, тапіри, носороги)                    |
|  |                                                            |
|  | Artiodactyla (верблюди, свині, жуйні, бегемоти, кити, ін.) |
|  |                                                            |